# Wielkie kłopoty
Wielkie kłopoty (tytuł oryg. Big Trouble) – amerykański film fabularny (komedia kryminalna) w reżyserii Barry’ego Sonnenfelda z 2002 roku na podstawie powieści Dave’a Barry’ego.

## Fabuła
Na lotnisku w Miami wybucha śmiertelna panika − w jednej z walizek ochrona odnajduje ładunek wybuchowy o wielkiej sile rażenia. W sprawę zamieszana jest pokaźna grupa przebywających na terminalu ludzi.

## Obsada
- Tim Allen − Eliot Arnold
- Rene Russo − Anna Herk
- Stanley Tucci − Arthur Herk
- Tom Sizemore − Snake Dupree
- Johnny Knoxville − Eddie Leadbetter
- Dennis Farina − Henry Desalvo
- Jack Kehler − Leonard Ferroni
- Janeane Garofalo − oficer Monica Romero
- Patrick Warburton − oficer Walter Kramitz
- Ben Foster − Matt Arnold
- Zooey Deschanel − Jenny Herk
- Heavy D (w czołówce jako Dwight „Heavy D” Myers) − Pat Greer, agent FBI
- Omar Epps − Alan Seitz, agent FBI
- Jason Lee − Puggy
- Sofía Vergara − Nina
- Andy Richter − Jack Pendick/Ralph Pendick
- DJ Qualls − Andrew